# Рехино (посёлок)
Рехино — поселок в Зуевском районе Кировской области в составе Семушинского сельского поселения.

## География
Находится к северу от железнодорожной линии Киров-Пермь на расстоянии примерно 15 километров на запад-северо-запад от районного центра города Зуевка.

## История
Упоминается с 1978 года. В 1989 году учтено 66 жителей. 

## Население
Постоянное население  составляло 44 человека (русские 93%) в 2002 году, 36 в 2010.